# Spathulosporaceae
Spathulosporaceae es una familia de hongos en el orden Lulworthiales.